# Little Italy - Pizza, amore e fantasia
Little Italy - Pizza, amore e fantasia (Little Italy) è un film del 2018 diretto da Donald Petrie.

## Trama
Nicoletta "Nikki" Angioli e Leo Campoli sono entrambi cresciuti nella Little Italy di Toronto, dove le loro famiglie gestivano insieme una pizzeria; in seguito i loro genitori avevano litigato e fondato ognuno una propria pizzeria, iniziando a sabotarsi a vicenda. Nicoletta e Leo sviluppano comunque una relazione, che cercano di tenere segreta ai loro genitori.

## Distribuzione
In Canada, la pellicola è stata distribuita a partire dal 24 agosto 2018 da Entertainment One, mentre negli Stati Uniti dal 21 settembre dello stesso anno da Lionsgate.